# Patente au Maroc
Au Maroc, la patente  est une taxe professionnelle directe qui touche les personnes physiques et morales exerçant, au Maroc, une profession, une industrie ou un commerce, sauf les exceptions déterminées par dahir.

## Historique
La patente a été promulguée par le dahir n° 1/61-442 du 30 décembre 1961 publiée au B.O N° 2566 Bis du 30 décembre 1961.

## Champ d'application

### Assiette
Le principal de l’impôt comprend une taxe proportionnelle affectée à hauteur de 90 % aux budgets des communes du lieu d’imposition.
Lorsque les communes d’une agglomération sont constituées en communes urbaines ; la répartition entre les communes est effectuée en fonction du nombre d’habitants.
Les nomenclatures des professions imposables de chacun des tableaux A et B sont annexées au 
dahir du n° 1-63-353 du 16 novembre 1963 (BO N°2670), modifié par les lois de finances postérieures.

### Exonérations
Est exonérée de l’impôt des patentes, pendant une période de cinq ans, toute personne physique ou morale qui exerce une profession, une industrie ou un commerce et ce, à compter du début de l’activité concernée.
Cette exonération s’applique également, pour la même durée, aux terrains, constructions de toute nature, additions de constructions, machines,appareils, matériels et outillages acquis en cours d’exploitation, directement ou par voie de crédit bail.
Cette exonération s’applique aux terrains, constructions et additions de construction ainsi qu’aux 
machines appareils, matériels et outillage acquis à compter du 1er janvier 2001.

## Taux d'imposition

### Minima de perception
| Tableau et classe                                                        | Communes urbaines de 150 000 habitants et au-dessus | Communes urbaines de 50 000 à 150 000 habit | Communes urbaines de 20 000 à 50 000 habit | Communes urbaines de 20 000 habitants | Communes rurales      |
| ------------------------------------------------------------------------ | --------------------------------------------------- | ------------------------------------------- | ------------------------------------------ | ------------------------------------- | --------------------- |
| Tableau A Hors classe 1re classe 2e classe 3e classe 4e classe 5e classe | - 750 500 250 180 120 60                            | - 650 425 200 150 100 50                    | - 500 350 150 120 80 40                    | - 375 275 120 100 70 38               | - 250 200 90 75 50 25 |
| Tableau B 1re classe 2e classe                                           | - 750 500                                           | - 625 400                                   | - 500 300                                  | - 425 200                             | - 350 100             |